# Željko Vlahović

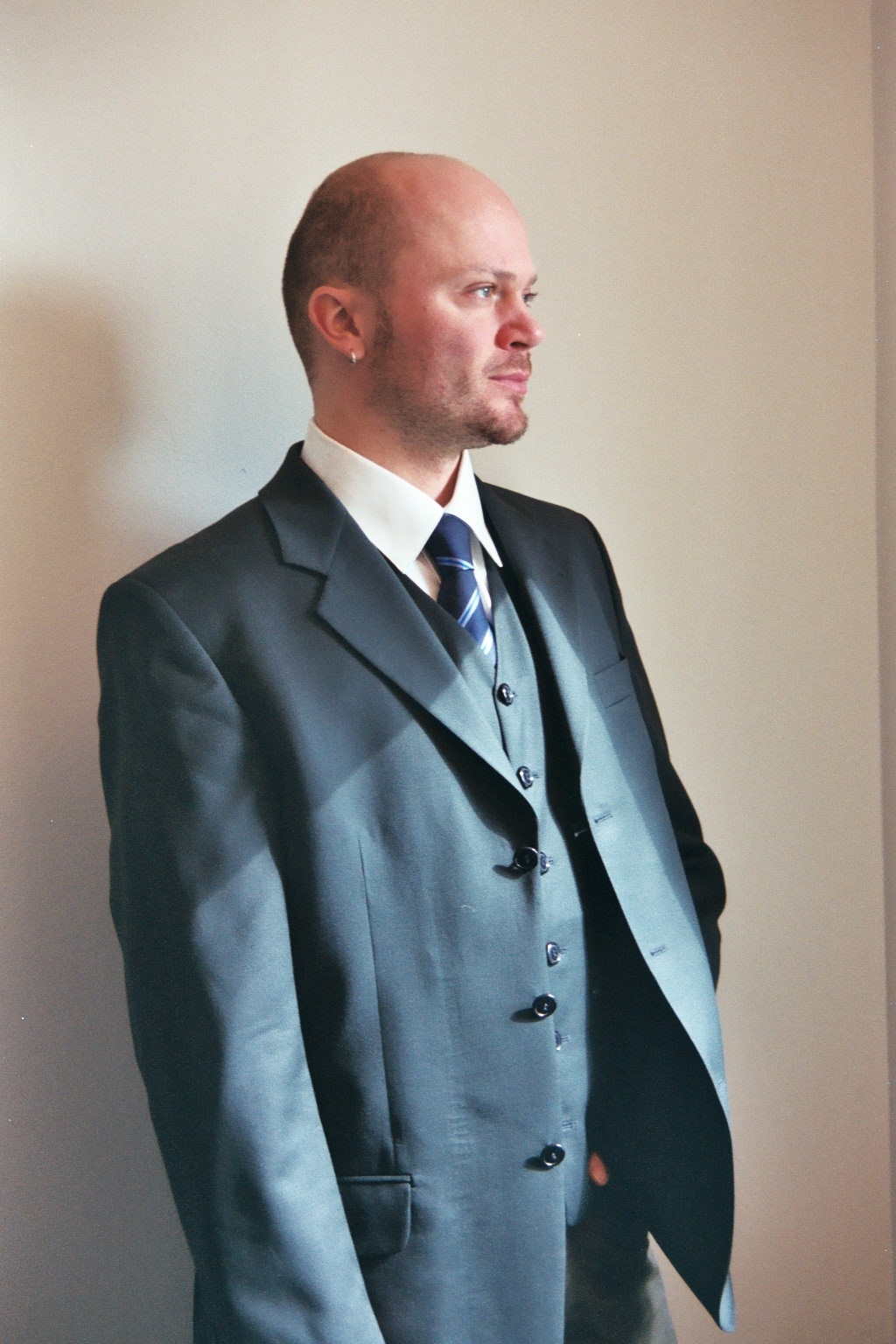
Zeljko Vlahovic

Željko Vlahović (* 1973 in Zagreb) ist ein Pianist.

## Leben
Im Alter von 22 Jahren absolvierte er die Musikakademie der Universität von Zagreb. Da er parallel zu seinem Studium in Zagreb an der Hochschule für Musik und darstellende Kunst in Graz studierte, beendete er ein Jahr später auch diese Hochschule. Ein Aufbaustudium schloss er an der Hochschule für Musik und darstellende Kunst in Frankfurt am Main im Jahr 2002 mit Diplom ab.
Bereits während seiner Studienzeit gab er Solokonzerte in Kroatien, Slowenien, Österreich, Deutschland, Italien, Holland, England, Tschechien und Japan. Als Solist spielte er mit unterschiedlichen Sinfonie-, philharmonischen und Kammer-Orchestern. Er arbeitete mit Musikern wie Nikolai Aleksejew, Sebastian Benda, Pavle und Valter Despalj, Thomas Duis und Catherine Vickers.
Auszeichnungen errang er bei einigen internationalen Wettbewerben, darunter beim Wettbewerb der Kammermusik in Belgrad 1990, dem Scheweningen International Piano Competition in Den Haag 1997, dem New Port International Piano Competition in London 1998 und dem EPTA International Piano Competition in Zagreb 1999. 1994 und 1995 erhielt er die Anerkennungspreise des Rektors der Zagreber Universität für erfolgreiche Konzerte in Zagreb, Tschechien und Japan.
Seine Arbeit ist mehrfach durch Aufzeichnungen des kroatischen Fernsehens und Rundfunks dokumentiert.
2002 zog sich der Künstler von der Bühne zurück, um weiter an seinem Programm zu arbeiten und seinen Stil und seine Spielart weiterzuentwickeln. In dieser Zeit widmete er sich ganz besonders dem Werk Franz Liszts. 2004 nahm er die CD Zeljko Vlahovic Piano Franz Liszt auf, die 2007 in Berlin erschienen ist.

## Diskografie
- Zeljko Vlahovic Piano Franz Liszt, Audio-CD, mann music management 2007